# Кара-Холь (озеро)
Кара-Холь — озеро на заході Республіки Тива, Росія. Висота над рівнем моря 1461 м. Озеро Кара-Холь є продуктом тектонічної та льодовикової діяльності. Воно витягнуто з півночі на південь на 10-12 км, при цьому в ширину має 2-2,5 км та оточено скелястими берегами — з заходу скелі гір Кастиг-Тайга, зі сходу — гори Таскил-Тайга. Озеро багате на харіуса.